# Bord-Saint-Georges
Bord-Saint-Georges este o comună în departamentul Creuse din centrul Franței. În 2009 avea o populație de 359 de locuitori.

## Evoluția populației
| An        | 1975 | 1982 | 1990 | 1999 | 2006 | 2009 |
| --------- | ---- | ---- | ---- | ---- | ---- | ---- |
| Populație | 528  | 435  | 343  | 336  | 358  | 359  |